# Isidro Ayora (miasto)
Isidro Ayora – miasto w Ekwadorze, w prowincji Guayas, siedziba kontonu Isidro Ayora.